# Wereldkampioenschappen schaatsen afstanden 2015 - 1500 meter vrouwen
De 1500 meter vrouwen op de wereldkampioenschappen schaatsen afstanden 2015 werd gereden op zondag 15 februari 2015 in het ijsstadion Thialf in Heerenveen, Nederland.
Regerend wereldkampioene was Ireen Wüst die ook de 1500 meter won op de EK allround en twee van de vijf voorafgaande wereldbekerontmoetingen. In Seoel won Marrit Leenstra voor de wereldbeker en de laatste twee wereldbekerwedstrijden werden gewonnen door Heather Richardson. Regerend olympisch kampioene Jorien ter Mors was niet aanwezig. Brittany Bowe won na de kilometer ook de metrische mijl.

## Plaatsing
De regels van de ISU schrijven voor dat er maximaal 24 schaatssters zich plaatsen voor het WK op deze afstand. Geplaatst zijn de beste veertien schaatssters van het wereldbekerklassement na vier manches, aangevuld met de tien tijdsnelsten van die eerste vier manches van de wereldbeker. Achter deze 24 namen werd op tijdsbasis nog een reservelijst van zes namen gemaakt. Aangezien het aantal deelnemers per land beperkt is tot een maximum van drie, telt de vierde (en vijfde etc.) schaatsster per land niet mee voor het verloop van de ranglijst. Het is aan de nationale bonden te beslissen welke van hun schaatssters, mits op de lijst, naar het WK afstanden worden afgevaardigd.

## Statistieken

### Uitslag
| #      | Naam                   | Land | Tijd       |
| ------ | ---------------------- | ---- | ---------- |
| Goud   | Brittany Bowe          | USA  | 1.54,27    |
| Zilver | Ireen Wüst             | NED  | 1.54,76    |
| Brons  | Heather Richardson     | USA  | 1.55,60    |
| 4      | Martina Sáblíková      | CZE  | 1.55,65    |
| 5      | Marrit Leenstra        | NED  | 1.55,90    |
| 6      | Marije Joling          | NED  | 1.56,85    |
| 7      | Ida Njåtun             | NOR  | 1.57,79    |
| 8      | Kali Christ            | CAN  | 1.57,82    |
| 9      | Luiza Złotkowska       | POL  | 1.58,22    |
| 10     | Joelia Skokova         | RUS  | 1.58,25    |
| 11     | Olga Graf              | RUS  | 1.58,57    |
| 12     | Ayaka Kikuchi          | JPN  | 1.59,12(1) |
| 13     | Zhao Xin               | CHN  | 1.59,12(4) |
| 14     | Gabriele Hirschbichler | GER  | 1.59,49    |
| 15     | Nana Takagi            | JPN  | 1.59,68    |
| 16     | Margarita Ryzjova      | RUS  | 1.59,93    |
| 17     | Noh Seon-yeong         | KOR  | 2.00,18    |
| 18     | Isabell Ost            | GER  | 2.00,91    |
| 19     | Maki Tabata            | JPN  | 2.01,02    |
| 20     | Katarzyna Woźniak      | POL  | 2.01,31    |
| 21     | Tatjana Michajlova     | BLR  | 2.01,61    |
| 22     | Liu Jing               | CHN  | 2.02,60    |
| 23     | Josie Spence           | CAN  | 2.03,11    |

### Loting
| Rit | Binnenbaan        | Buitenbaan             |
| --- | ----------------- | ---------------------- |
| 1   | Liu Jing          |                        |
| 2   | Maki Tabata       | Josie Spence           |
| 3   | Noh Seon-yeong    | Margarita Ryzjova      |
| 4   | Isabell Ost       | Tatjana Michajlova     |
| 5   | Ayaka Kikuchi     | Zhao Xin               |
| 6   | Katarzyna Woźniak | Gabriele Hirschbichler |
| 7   | Nana Takagi       | Luiza Złotkowska       |
| 8   | Joelia Skokova    | Kali Christ            |
| 9   | Marije Joling     | Martina Sáblíková      |
| 10  | Brittany Bowe     | Olga Graf              |
| 11  | Marrit Leenstra   | Ireen Wüst             |
| 12  | Ida Njåtun        | Heather Richardson     |

1996 · 
1997 · 
1998 · 
1999 · 
2000 · 
2001 · 
2003 · 
2004 · 
2005 · 
2007 · 
2008 · 
2009 · 
2011 · 
2012 · 
2013 · 
2015 · 
2016 · 
2017 · 
2019 · 
2020 · 
2021 · 
2023 · 
2024 · 
2025